# Golf von Cagliari
Der Golf von Cagliari, auch als Golf der Engel (golfo degli angeli) bekannt, ist eine Bucht am Rande des Tyrrhenischen Meeres, an der südlichen Küste Sardiniens. Sie wird im Osten vom Capo Carbonara und der Isola dei Cavoli und im Westen vom Capo Spartivento begrenzt.
Der italienische Name golfo degli angeli wird durch eine Legende erklärt, nach der Gott diesen Golf den Engeln zur Verfügung gestellt hat, was den Teufel auf den Plan rief, der sich auf dem Berg niederließ, der daraufhin den Namen und die Form des Sattels des Teufels erhielt.
Die Küste ist zum Teil von Sand bedeckt und zum Teil felsig. Im Zentrum des Golfes befindet sich der Hafen von Cagliari und dahinter die Stadt Cagliari und deren Vororte.
Vom Golf zweigen sich auch die Salinen von Cagliari ab.
Die gesamte Küste ist von Hotels und Wohnhäusern gesäumt, die zu den Gemeinden Domus de Maria, Pula, Villa San Pietro, Sarroch, Capoterra, Cagliari, Quartu Sant’Elena und Sinnai gehören.
Cagliari ist die einzige Ortschaft, die direkt am Golf liegt.
In den aufgelassenen Salinen leben zahlreiche Rosaflamingos und andere Meeresvögel. Sie stehen daher zum Teil unter Naturschutz.
Der Strand von Poetto wird von einem Felsen dominiert, der wegen seiner charakteristischen Form Sattel des Teufels genannt wird.

## Sehenswürdigkeiten
Am Golf befinden sich die Reste der antiken Stadt Nora.